# Вудгейвен (Мічиган)
Вудгейвен (англ. Woodhaven) — місто (англ. city) в США, в окрузі Вейн штату Мічиган. Населення — 12 941 особа (2020).

## Географія
Вудгейвен розташований за координатами 42°8′4″ пн. ш. 83°14′7″ зх. д. / 42.13444° пн. ш. 83.23528° зх. д. (42.134530, -83.235139).  За даними Бюро перепису населення США в 2010 році місто мало площу 16,69 км², з яких 16,54 км² — суходіл та 0,15 км² — водойми.

## Демографія
Згідно з переписом 2010 року, у місті мешкало 12 875 осіб у 5159 домогосподарствах у складі 3535 родин. Густота населення становила 771 особа/км².  Було 5508 помешкань (330/км²).
Расовий склад населення:
| - 88,9 % — білих - 5,3 % — чорних або афроамериканців - 2,3 % — азіатів - 0,3 % — корінних американців - 1,3 % — осіб інших рас |

До двох чи більше рас належало 1,9 %. Частка іспаномовних становила 5,5 % від усіх жителів.
За віковим діапазоном населення розподілялося таким чином: 22,3 % — особи молодші 18 років, 65,8 % — особи у віці 18—64 років, 11,9 % — особи у віці 65 років та старші. Медіана віку мешканця становила 40,3 року. На 100 осіб жіночої статі у місті припадало 98,0 чоловіків;  на 100 жінок у віці від 18 років та старших — 93,4 чоловіків також старших 18 років.
Середній дохід на одне домашнє господарство  становив 71 996 доларів США (медіана — 55 266), а середній дохід на одну сім'ю — 87 692 долари (медіана — 70 417). Медіана доходів становила 57 438 доларів для чоловіків та 39 349 доларів для жінок. За межею бідності перебувало 6,5 % осіб, у тому числі 4,8 % дітей у віці до 18 років та 2,6 % осіб у віці 65 років та старших.
Цивільне працевлаштоване населення становило 6112 особи. Основні галузі зайнятості: освіта, охорона здоров'я та соціальна допомога — 25,0 %, виробництво — 17,2 %, роздрібна торгівля — 12,8 %, науковці, спеціалісти, менеджери — 10,3 %.